# Ернест Сова
Ерне́ст Со́ва (англ. Ernest Sowah; нар. 31 березня 1988 року, Аккра) — ганський футболіст. Воротар збірної Гани.

## Титули і досягнення
- Срібний призер Кубка африканських націй: 2015